# Europastraße 011
Die Europastraße 011 (kurz: E 011) ist eine Fernstraße in Kasachstan und Kirgisistan. Sie führt von Kökpek bei Almaty, wo sie von der E 012 abzweigt, nach Tüp am See Yssyk-Köl.